# Horwich
Horwich är en stad och civil parish i grevskapet Greater Manchester i England. Staden ligger i distriktet Bolton, cirka 24 kilometer nordväst om centrala Manchester och cirka 8 kilometer nordväst om Bolton. Tätortsdelen (built-up area sub division) Horwich hade 19 492 invånare vid folkräkningen år 2011.